# Епархия Уоллиса и Футуны
 Епархия Уоллиса и Футуны (лат. Dioecesis Uveana et Futunensis) — епархия Римско-католической церкви с центром в Мата-Уту, острова Уоллис и Футуна. Епархия Уоллиса и Футуны входит в митрополию Нумеа. Кафедральным собором епархии Уоллиса и Футуны является собор Успения Пресвятой Девы Марии.

## История
11 ноября 1935 года Римский папа Пий XI выпустил буллу Quidquid fidei, которой учредил апостольский викариат Уоллиса и Футуны, выделив его из апостольского викариата Центральной Океании (сегодня — Епархия Тонга).
21 июня 1966 года Римский папа Павел VI издал буллу Prophetarum voces, которой преобразовал апостольский викариат Уоллиса и Футуны в одноимённую епархию.

## Ординарии епархии
- епископ Александр Понсе (11.11.1935 — 22.12.1961);
- епископ Мишель-Морис-Огюстен-Мари Дармансье (22.12.1961 — 25.04.1974);
- епископ Лоран Фуахеа (25.04.1974 — 20.06.2005);
- епископ Гислен Мари Рауль Сюзанн де Разийи (20.06.2005 — по настоящее время).

## Источник
- Annuario Pontificio, Libreria Editrice Vaticana, Città del Vaticano, 2003, ISBN 88-209-7422-3
- Булла Quidquid fidei, AAS 28 (1936), стр. 153  (лат.)
- Булла Prophetarum voces  (лат.)